# Southend, Bradfield
Southend är en by i West Berkshire distrikt i Berkshire grevskap i England. Byn är belägen 11 km från Reading. Orten har 752 invånare (2018).